# Massimo Introvigne
Massimo Introvigne (* 14. června 1955, Řím) je italský politolog a spisovatel katolického vyznání.
Aktivně se účastní veřejného života a vyslovuje se k rozmanitým vnitropolitickým i zahraničněpolitickým otázkám ve veřejných debatách, v nichž často reprezentuje a hájí stanovisko katolické církve a Svatého stolce. Odborně se věnuje sociologii náboženství a otázkám islámského fundamentalismu.
Z jeho díla byla do češtiny přeložena kniha Hamás: Islámský terorismus ve Svaté zemi (Vyšehrad, Praha 2003).